# 和合町 (浜松市)
和合町（わごうちょう）は静岡県浜松市中央区の町名。丁番を持たない単独町名である。住居表示未実施。

## 地理
萩丘地区の南西部に位置する。北と西で航空自衛隊浜松基地に接する。

### 河川
- 段子川
- 権現谷川
- 中途川
- 新川

### 学区
小学校・中学校の学区は以下の通りである。
- 浜松市立泉小学校（和合町自治会（馬生を除く）
- 浜松市立城北小学校（和合町自治会（馬生））
- 浜松市立富塚西小学校（西和自治会）
- 浜松市立北部中学校（和合町自治会）
- 浜松市立富塚中学校（西和自治会）

## 歴史

### 沿革
- 1876年（明治9年） - 敷知郡馬生村・馬舟村・寸田ヶ谷村・富新屋村・不遺村が合併し、敷知郡和合村となる[書籍 1]。
- 1889年（明治22年）4月1日 - 町村制の施行により、敷知郡和合村が周辺の村と合併して敷知郡富塚村となる[WEB 8]。旧村名は富塚村の大字として残る[書籍 2]。
- 1896年（明治29年）4月1日 - 郡制の施行により、富塚村の所属郡が浜名郡に変更となる。
- 1912年（大正元年）10月1日 - 富塚村大字和合の一部などが浜松市に編入される。
- 1936年（昭和11年）2月11日 – 富塚村全域が浜松市に編入される。
- 1940年（昭和15年） - 大字和合が大字富塚の一部を編入するとともに、和合町へ住所表記を変更する。
- 1960年（昭和35年） - 葵町・泉町・和合町・吉野町の各一部を合わせて、高丘町が新設される[WEB 9]。
- 1965年（昭和40年）4月1日 - 和地山町、追分町、和合町の各一部を合わせて和地山三丁目を新設[WEB 10]。
- 1974年（昭和49年）8月1日 - 泉町及び和合町の各一部を合わせて泉一丁目を新設[WEB 10]。
- 2007年（平成19年）4月1日 - 浜松市が政令指定都市となる。和合町は中区の一部となる。
- 2013年（平成25年）2月1日 - 和合町から分離し、和合北一丁目～和合北四丁目を新設[WEB 10]。
- 2024年（令和6年）1月1日 - 浜松市の行政区再編により、和合町は中央区の一部となる。

## 施設
- 社会福祉法人聖隷福祉事業団幼保連携型認定こども園聖隷こども園めぐみ
- 社会福祉法人遠淡海会幼保連携型認定こども園和合こども園
- 社会福祉法人あんじゅの森みみ・あんふぁんしゅしゅ（私立認可保育園）
- 浜松市高台協働センター
- 静岡銀行住吉支店
- 浜松いわた信用金庫和合支店
- 浜松和合郵便局
- エブリィビッグデー高台店
- 杏林堂薬局和合店
- 縣鉄工所浜松工場
- 住岡食品本社工場
- 静岡オリコミ浜松支社
- コスモ石油セルフ和合SS（コスモ石油販売が運営）
- セブン-イレブン浜松寸田ヶ谷店
- ファミリーマート浜松和合店
- 浜松市営和合団地
- 浜松オートレース場
- 高野山真言宗 常楽寺大日堂
- 日本山妙法寺大僧伽 日本山妙法寺浜松小僧伽
- 厳島神社
- 新屋 三社神社
- 寸田ヶ谷 三社神社
- 三嶋神社
- 大山祇神社

## 交通

### バス
- 遠鉄バス - 国道257号、県道364号、市道和地山和合線上に停留所が設置されている。
  - 8富塚じゅんかん：（浜松駅 方面 - ）和地山北 - 大正坂下 - ごんげんや（ - 富塚車庫・浜松駅 方面）
  - 40気賀三ヶ日線、43引佐線、45奥山線、46都田線、47葵町医大線：（浜松駅 方面 - ）住吉町 - 和合町 - （ - 姫街道車庫・聖隷三方原病院・気賀駅前・三ヶ日車庫／花川運動公園／気賀駅前（金指街道経由）／奥山／都田 方面）
  - 48・58和合西山線：（浜松駅 方面 - ）住吉町 - 和合町 - 浜松リハビリ病院 - 馬生 - 馬舟 - 和合西 - 和合住宅入口 - オートレース場 - 寸田ヶ谷（ - 西山 方面）
  - 51泉高丘線：（浜松駅 方面 - ）（浜松駅 方面 - ）住吉町 - 和合町 - 浜松リハビリ病院 - 馬生（ - 姫街道車庫 方面）

### 道路
- 国道257号（姫街道）
- 静岡県道364号湖東和合線

## その他

### 警察
警察の管轄区域は以下の通りである。
| 番・番地等 | 警察署         | 交番・駐在所 |
| ---------- | -------------- | ------------ |
| 全域       | 浜松中央警察署 | 北部交番     |

### 消防
消防の管轄区域は以下の通りである。
| 番・番地等 | 消防署   | 本署/出張所 |
| ---------- | -------- | ----------- |
| 全域       | 中消防署 | 富塚出張所  |

### 書籍
1. ↑  『浜松市史 三』浜松市役所、1980年3月26日、21頁。
2. ↑  『浜松市史 三』浜松市役所、1980年3月26日、176頁。

### WEB
1. ↑  “h02_22.csv”.   総務省 (2022年2月10日). 2024年6月24日閲覧。
2. ↑  “chuouku_menseki.xlsx”.   浜松市 (2024年3月12日). 2024年6月24日閲覧。
3. ↑  “静岡県 浜松市中央区 和合町の郵便番号 - 日本郵便”.   日本郵便. 2025年2月15日閲覧。
4. ↑  “市外局番の一覧”.   総務省 (2022年3月1日). 2024年6月24日閲覧。
5. ↑  “事業所案内及び管轄地域（事務所3件、分室3件）”.   一般社団法人静岡県自動車会議所. 2024年6月24日閲覧。
6. ↑  “住居表示実施状況”.   浜松市 (2024年1月4日). 2024年6月24日閲覧。
7. ↑  “学校名から探す／浜松市”.   浜松市 (2024年1月1日). 2024年6月24日閲覧。
8. ↑  “historyofcities.pdf”.   静岡県総務部合併推進室・財団法人静岡県市町村振興協会. 2024年9月26日閲覧。
9. ↑  “解説ページ”.   株式会社エア. 2024年10月10日閲覧。
10. 1 2 3  “zissizennzi.pdf”.   浜松市 (2024年1月4日). 2024年6月24日閲覧。
11. ↑  “北部交番｜静岡県警察”.   静岡県警察 (2024年1月1日). 2024年6月24日閲覧。
12. ↑  “消防署の町別管轄「わ」／浜松市”.   浜松市 (2024年3月21日). 2024年6月24日閲覧。